# Pierre Galichet
Pierre Galichet est un militaire et industriel français, né à Passavant-en-Argonne le 30 juillet 1775 et mort à Izdebno Kościelne, Pologne 23 octobre 1846.

## Biographie

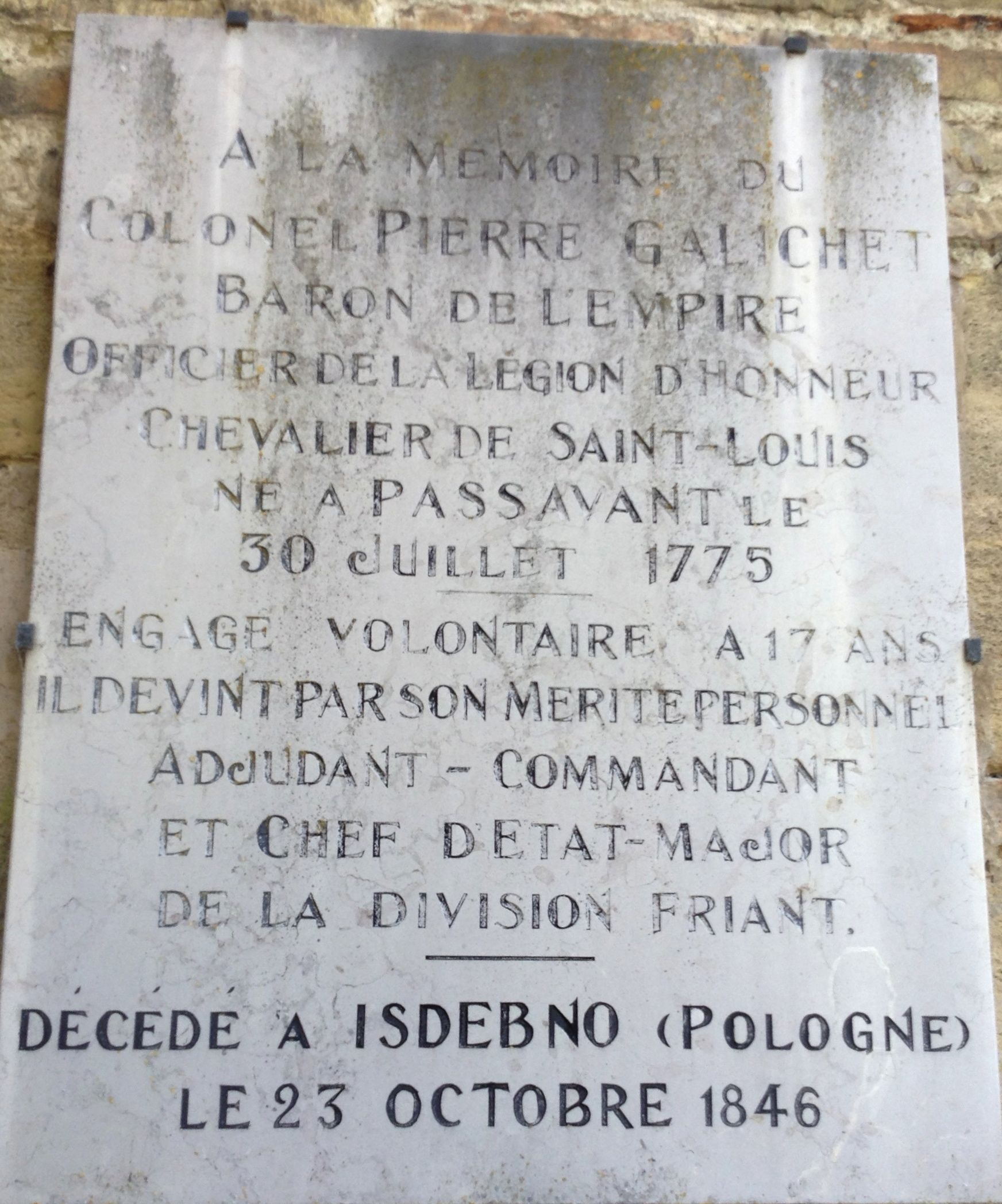
Plaque commémorative du Baron Calichet.

Pierre Galichet est engagé volontaire dans l'Armée française en 1792. Il devient chef d'état-major de la division Friant. Il est l'un des premiers officiers français à épouser une Polonaise de famille noble, Dorothée Szymanowska, selon le Code Napoléon dans le Grand duché de Varsovie en 1810. Il s'installe dans les biens de sa femme où il aménage une des premières sucreries du pays.

## Publications
- Essai sur la distillerie d'Izdebno, Varsovie, 1819.
- Mémoire sur la conservation des céréales et sur la nécessité d'établir des réserves des grains, Varsovie' 1843[2][réf. non conforme].

## Distinctions
- Baron d'Empire[3].
- Chevalier de la Légion d'honneur.
- Chevalier de l'ordre de Saint-Louis.